# Vega de Antoñán
Vega de Antoñán es una localidad española perteneciente al municipio de Benavides, en la provincia de León, comunidad autónoma de Castilla y León.
Vega de Antoñán tiene una población de 78 habitantes (INE 2021)
El pueblo está emplazado a 798 metros de altitud aunque tiene cotas de 837 metros.
Está distribuido en dirección a la línea que forma la carretera que une Benavides de Órbigo y Cogorderos.
La fiesta de Vega de Antoñán se celebra el tercer fin de semana de agosto, en honor a la Virgen del Buen Suceso.

## Demografía
En 2016 está habitado por 41 personas, 24 varones y 17 mujeres (INE), aunque muchas otras ocupan la aldea en fechas vacacionales. 
| Gráfica de evolución demográfica de Vega de Antoñán entre 2000 y 2016                            |
|                                                                                                  |
| Población de derecho (2000-2010) según los censos de población del INE a 1 de enero de cada año. |